# Devon (rivière)
Pour les articles homonymes, voir Devon.
La Rivière Devon est un affluent droit de la Trent, le confluent se trouve à Newark dans le Nottinghamshire.  Son nom est prononcé "Divon", pas le même du comté dans la sud-ouest d'Angleterre.

## Géographie
Sa longueur est de 70,5 km.

### Bassin versant
Son bassin versant est de 284 km2 de superficie.

## Hydrologie
Son régime hydrologique est pluvial océanique.